# Dollaro di Sarawak
Il dollaro fu la valuta di Sarawak dal 1858 al 1953. Era suddiviso in 100 cent. Il dollaro era alla pari con il dollaro dello Stretto e con il suo successore il dollaro malese, la valuta della Malesia britannica e di Singapore, dalla sua introduzione fino a che entrambe le valute furono sostituita dal  dollaro della Malesia e del Borneo britannico nel 1953.
Durante il periodo di occupazione giapponese (1942-1945) fu emessa della carta-monete in denominazioni  da  1 cent a 1000 dollari. Questa valuta fu fissata a 1 dollaro = 1 yen, contro il tasso di  1:2 pre-bellico. Dopo la guerra la valuta di occupazione giapponese fu dichiarata senza valore e le precedenti emissioni del dollaro di Sarawak ripresero il loro valore rispetto alla sterlina britannica (due shilling e quattro penny).
L'immagine riportata su banconote e monete era quella del Raja Bianco al potere, ossia James Brooke, Charles e Charles Vyner Brooke. Dal 1888, anno del protettorato, venne affiancato il simbolo dell'Impero Britannico.

## Monete
Nella storia della valuta furono coniate monete nei valori di  ¼ cent, ½ cent, 1 cent, 2½ cent, 5 cent, 10 cent, 20 cent e 50 cent. Le monete uguali o di valore maggiore a 5 cent inizialmente contenevano metallo prezioso. Tuttavia le monete da 5-cent and 10-cent furono battute in rame-nickel dal 1920. Le monete recavano il ritratto e il nome del Raja, James Brooke (come J. Brooke) fino al 1868, Charles Anthoni Johnson Brooke (come C. Brooke) dal 1868 al 1917, e Charles Vyner Brooke (come C. V. Brooke) dal 1917 fino alla fine della valuta.

## Banconote
La prima serie di banconote fu emessa dal Tesoro di Sarawak. Erano biglietti stampati a mano di bassa  qualità.  Tutte le banconote successive furono emesse dal Governo di Sarawak eccetto le banconote da 10-cent e 25-cent nel 1919 (di nuovo dal  Tesoro).  Nella storia della valuta furono emesse banconote con il valore di 5, 10, 20, 25, e 50 cent, e da 1, 5, 10, 25, 50 e 100 dollari. Le emissioni pre - 1922 o di valore superiore a 50$ sono estremamente rare.